# Bulgaria en los Juegos Paralímpicos de Lillehammer 1994
Bulgaria estuvo representada en los Juegos Paralímpicos de Lillehammer 1994 por dos deportistas masculinos. El equipo paralímpico búlgaro no obtuvo ninguna medalla en estos Juegos.